# Kamerun a 2020. évi nyári olimpiai játékokon
Kamerun a japán Tokióban megrendezett 2020. évi nyári olimpiai játékok egyik részt vevő nemzete volt. Az országot 7 sportágban 12 sportoló képviselte, akik érmet nem szereztek.

## Asztalitenisz
Női
| Versenyző     | Versenyszám | Selejtező                                              | 64-es főtábla     | 48-as főtábla     | 32-es főtábla     | Nyolcaddöntő      | Negyeddöntő       | Elődöntő          | Döntő             | Helyezés |
| Versenyző     | Versenyszám | Ellenfél Eredmény                                      | Ellenfél Eredmény | Ellenfél Eredmény | Ellenfél Eredmény | Ellenfél Eredmény | Ellenfél Eredmény | Ellenfél Eredmény | Ellenfél Eredmény | Helyezés |
| ------------- | ----------- | ------------------------------------------------------ | ----------------- | ----------------- | ----------------- | ----------------- | ----------------- | ----------------- | ----------------- | -------- |
| Sarah Hanffou | Egyes       | Polina Trifonova (BUL) · 11–8, 8–11, 6–11, 5–11, 10–12 | kiesett           | kiesett           | kiesett           | kiesett           | kiesett           | kiesett           | kiesett           | 65.      |

## Atlétika
Férfi
| Versenyző      | Versenyszám | Előfutam | Előfutam | Előfutam | Elődöntő | Elődöntő | Elődöntő | Döntő   | Döntő    |
| Versenyző      | Versenyszám | Idő      | Hely.    | Össz.    | Idő      | Hely.    | Össz.    | Idő     | Helyezés |
| -------------- | ----------- | -------- | -------- | -------- | -------- | -------- | -------- | ------- | -------- |
| Emmanuel Eseme | 200 m       | 20,65    | 4.       | 25.*     | kiesett  | kiesett  | kiesett  | kiesett | kiesett  |

* - egy másik versenyzővel azonos eredményt ért el

## Birkózás
Női
Szabadfogású
| Versenyző      | Versenyszám | Selejtező                 | Nyolcaddöntő      | Negyeddöntő       | Elődöntő          | Vigaszág első kör          | Vigaszág elődöntő                  | Bronz- mérkőzés   | Döntő             | Helyezés |
| Versenyző      | Versenyszám | Ellenfél Eredmény         | Ellenfél Eredmény | Ellenfél Eredmény | Ellenfél Eredmény | Ellenfél Eredmény          | Ellenfél Eredmény                  | Ellenfél Eredmény | Ellenfél Eredmény | Helyezés |
| -------------- | ----------- | ------------------------- | ----------------- | ----------------- | ----------------- | -------------------------- | ---------------------------------- | ----------------- | ----------------- | -------- |
| Joseph Essombe | 53 kg       | Mukaida Maju (JPN) · 0–10 |                   |                   |                   | Roksana Zasina (POL) · 4–4 | Bolortudzsa Bat Ocsir (MGL) · 4–14 |                   |                   | 5.       |

## Cselgáncs
Női
| Versenyző         | Versenyszám | 32-es főtábla                                     | Nyolcaddöntő      | Negyeddöntő       | Elődöntő          | Vigaszág elődöntő | Bronz- mérkőzés   | Döntő             | Helyezés |
| Versenyző         | Versenyszám | Ellenfél Eredmény                                 | Ellenfél Eredmény | Ellenfél Eredmény | Ellenfél Eredmény | Ellenfél Eredmény | Ellenfél Eredmény | Ellenfél Eredmény | Helyezés |
| ----------------- | ----------- | ------------------------------------------------- | ----------------- | ----------------- | ----------------- | ----------------- | ----------------- | ----------------- | -------- |
| Ayuk Sophina      | Középsúly   | Kim Szongjon (Kim Seong-yeon) (KOR) · 00(1)–10(0) | kiesett           | kiesett           | kiesett           | kiesett           | kiesett           | kiesett           | 17.      |
| Hortence Atangana | Nehézsúly   | Kayra Sayıt (TUR) · 00(1)–01(0)                   | kiesett           | kiesett           | kiesett           | kiesett           | kiesett           | kiesett           | 17.      |

## Ökölvívás
Férfi
| Versenyző         | Versenyszám     | Selejtező                   | Nyolcaddöntő               | Negyeddöntő       | Elődöntő          | Döntő             | Helyezés |
| Versenyző         | Versenyszám     | Ellenfél Eredmény           | Ellenfél Eredmény          | Ellenfél Eredmény | Ellenfél Eredmény | Ellenfél Eredmény | Helyezés |
| ----------------- | --------------- | --------------------------- | -------------------------- | ----------------- | ----------------- | ----------------- | -------- |
| Albert Mengue     | Váltósúly       | Thabiso Dlamini (SWZ) · RSC | Aidan Walsh (IRL) · 0–5    | kiesett           | kiesett           | kiesett           | 9.       |
| Wilfried Ntsengue | Középsúly       | David Tshama (COD) · 2–3    | kiesett                    | kiesett           | kiesett           | kiesett           | 17.      |
| Maxime Yegnong    | Szupernehézsúly | erőnyerő                    | Ivan Verjaszov (ROC) · 0–5 | kiesett           | kiesett           | kiesett           | 9.       |

RSC – a játékvezető megállította a mérkőzést

## Súlyemelés
Női
| Versenyző            | Versenyszám | Szakítás | Szakítás | Lökés    | Lökés    | Összesen | Helyezés |
| Versenyző            | Versenyszám | Eredmény | Helyezés | Eredmény | Helyezés | Összesen | Helyezés |
| -------------------- | ----------- | -------- | -------- | -------- | -------- | -------- | -------- |
| Jeanne Eyenga        | 76 kg       | 91       | 12.      | 111      | 11.      | 202      | 11.      |
| Clémentine Meukeugni | 87 kg       | 99       | 12.      | 125      | 10.      | 224      | 11.      |

## Úszás
Férfi
| Versenyző      | Versenyszám | Előfutam | Előfutam | Előfutam | Elődöntő | Elődöntő | Elődöntő | Döntő   | Döntő    |
| Versenyző      | Versenyszám | Idő      | Hely.    | Össz.    | Idő      | Hely.    | Össz.    | Idő     | Helyezés |
| -------------- | ----------- | -------- | -------- | -------- | -------- | -------- | -------- | ------- | -------- |
| Charly Ndjoume | 50 m gyors  | 27,22    | 1.       | 64.      | kiesett  | kiesett  | kiesett  | kiesett | kiesett  |

Női
| Versenyző      | Versenyszám | Előfutam | Előfutam | Előfutam | Elődöntő | Elődöntő | Elődöntő | Döntő   | Döntő    |
| Versenyző      | Versenyszám | Idő      | Hely.    | Össz.    | Idő      | Hely.    | Össz.    | Idő     | Helyezés |
| -------------- | ----------- | -------- | -------- | -------- | -------- | -------- | -------- | ------- | -------- |
| Norah Milanesi | 50 m gyors  | 26,41    | 1.       | 44.      | kiesett  | kiesett  | kiesett  | kiesett | kiesett  |